# Дичек Сергій Олександрович
Сергі́й Олекса́ндрович Ди́чек (1972—2020) — старший сержант Збройних Сил України, учасник російсько-української війни.

## З життєпису
Народився 1972 року в м. Волочиську на Хмельниччині. Закінчив 8 класів Волочиської ЗОШ № 5 у 1987 році, по тому — СПТУ № 21 від машинобудівного заводу, за фахом — токар-фрезерувальник. Одночасно з цим отримав повну середню освіту — у вечірній школі, закінчив у ній 9 та 10 класи. 1989 року закінчив Волочиське СТК ДТСААФ на професію «водія», також у Красилівській автошколі пройшов курс навчання за спеціальністю «водій транспортних засобів категорії „С“». Захоплювався технікою й автомобілями, полюбляв полювання й риболовлю, мріяв дати своїм дітям хорошу освіту, допомогти їм знайти своє місце в житті. Від 2000 року мешкав у с. Богданівка (Волочиський район) — того року одружився, був для дружини та дітей опорою і підтримкою. Певний час — до 2007-го — працював у Чехії.
З весни 2015 року — у Збройних Силах України. Старший сержант, головний сержант — командир протитанкового відділення протитанкового взводу роти вогневої підтримки 130 ОРБ.
28 березня 2016 року уклав контракт на три роки, військову службу проходив на посаді водія-санітара медичної роти. Блогер та письменник Свирид Опанасович за гонорар від видання книжки «Історія України від Діда Свирида» придбав для медичного пункту автівку, її командир віддав Сергію. Згодом продовжив контракт і перейшов до РВП.
5 січня 2020 року в обідню пору загинув поблизу хутора Вільний (Золоте-4) внаслідок наїзду автомобіля ГАЗ-66 на закладений вибуховий пристрій. Два українські військовослужбовці здійснювали тут заходи з логістичного забезпечення нових позицій, які облаштовували у зв'язку з розведенням на цій ділянці військових формувань. Другий вояк зазнав важких поранень.
9 січня 2020 року був похований у с. Богданівці. Провести Сергія в останню путь прийшло близько 500 людей; кілька автобусів приїхало з бойовими побратимами. Прощалися на колінах.
Залишилися мама, брат, сестра, донька від першого шлюбу (мешкає в Польщі), дружина та два сини.

## Нагороди та вшанування
- Указом Президента України № 177/2020 від 12 травня 2020 року за «особисту мужність і самовіддані дії, виявлені у захист державного суверенітету та територіальної цілісності України» нагороджений орденом За мужність III ступеня (посмертно)[3].
- 12 жовтня 2020 року на фасаді Волочиської ЗОШ № 5 відкрито меморіальну дошку.
- Вшановується в меморіальному комплексі «Зала пам'яті», в щоденному ранковому церемоніалі 5 січня[4][5].